# Astrocaryum confertum
Espèce
Astrocaryum confertum est une espèce de palmiers à feuilles pennées.